# Puerto Vallarta Open 2021
Il Puerto Vallarta Open 2021 è stato un torneo maschile di tennis giocato sul cemento. Era la 3ª edizione del torneo, facente parte della categoria Challenger 80 nell'ambito dell'ATP Challenger Tour 2021. Si è giocato al Parque Parota di Puerto Vallarta, in Messico, dal 22 al 28 novembre 2021.

## Partecipanti

### Teste di serie
| Nazionalità   | Giocatore          | Ranking* | Testa di serie |
| ------------- | ------------------ | -------- | -------------- |
| Uruguay       | Pablo Cuevas       | 95       | 1              |
| Germania      | Daniel Altmaier    | 98       | 2              |
| Cile          | Alejandro Tabilo   | 141      | 3              |
| Stati Uniti   | Ernesto Escobedo   | 163      | 4              |
| Stati Uniti   | Michael Mmoh       | 247      | 5              |
| Stati Uniti   | Christian Harrison | 252      | 6              |
| Taipei cinese | Wu Tung-lin        | 264      | 7              |
| Giappone      | Tatsuma Itō        | 283      | 8              |

* Ranking al 15 novembre 2021.

### Altri partecipanti
I seguenti giocatori hanno ricevuto una wild card per il tabellone principale:
- Milledge Cossu
- Gerardo López Villaseñor
- Shang Juncheng

I seguenti giocatori  sono entrati in tabellone con il protected ranking:
- Alexander Sarkissian
- Rubin Statham

I seguenti giocatori  sono entrati in tabellone come alternate:
- Martín Cuevas
- Matías Franco Descotte

I seguenti giocatori sono passati dalle qualificazioni:
- Liam Draxl
- Alex Hernández
- Christian Langmo
- Govind Nanda

## Punti e montepremi
| Torneo    | Torneo              | V     | F     | SF    | QF    | 2T  | 1T  | Q | Q2  | Q1  |
| Singolare | Punti               | 80    | 48    | 29    | 15    | 7   | 0   | 4 | 2   | 0   |
| Singolare | Premi in denaro ($) | 7 200 | 4 240 | 2 510 | 1 460 | 860 | 520 | – | 260 | 130 |
| Doppio    | Punti               | 80    | 48    | 29    | 15    | –   | 0   | – | –   | –   |
| Doppio    | Premi in denaro ($) | 3 100 | 1 800 | 1 080 | 640   | –   | 360 | – | –   | –   |

## Campioni

### Singolare
Daniel Altmaier ha sconfitto in finale  Alejandro Tabilo con il punteggio di 6–3, 3–6, 6–3.

### Doppio
Gijs Brouwer /  Reese Stalder hanno sconfitto in finale  Hans Hach Verdugo /  Miguel Ángel Reyes Varela con il punteggio di 6–4, 6–4.